# Corgatha acutalineata
Corgatha acutalineata är en fjärilsart som beskrevs av Bethune-Baker 1911. Corgatha acutalineata ingår i släktet Corgatha och familjen nattflyn. Inga underarter finns listade i Catalogue of Life.